# طوم هيرزفيلد
طوم هيرزفيلد هو مهندس وسياسي أسترالي، ولد في 29 يناير 1936 في برلين في ألمانيا. نشط حزبياً في حزب أستراليا الليبرالي. وقد انتخب عضو الجمعية التشريعية لأستراليا الغربية ‏.